# Ladislav Nagy
Ladislav Nagy, född 1 juni 1979 i Šaca, Tjeckoslovakien, är en slovakisk före detta professionell ishockeyforward.
Nagy har spelat på NHL-nivå för Los Angeles Kings, Dallas Stars, Phoenix Coyotes och St. Louis Blues.
I svenska Elitserien har han tidigare spelat för Mora IK och Modo Hockey.
Nagy valdes av St. Louis Blues i NHL-draften 1997 som 177:e spelare totalt.

## Klubbar
- HC Prešov 1995–1997
- HC Košice 1995–1998, 2004, 2013
- Halifax Mooseheads 1998–99
- Worcester IceCats 1999–2001
- St. Louis Blues 1999–2001
- Phoenix Coyotes 2001–2004, 2005–2007
- Mora IK 2004–05
- Dallas Stars 2007
- Los Angeles Kings 2007–08
- Severstal Tjerepovets 2008–2010
- HK SKP Poprad 2010–11
- Modo Hockey 2010–11 2012–2013
- Lev Poprad 2011–2012
- Dinamo Minsk 2011–2012
- Jokerit 2013-2014
- HC Slovan Bratislava 2014-2016
- HC Kosice 2016–2019